# آنا بلکنپ
 آنا بلکنپ (انگلیسی: Anna Belknap؛ زادهٔ ۲۲ مهٔ ۱۹۷۲) یک هنرپیشه اهل ایالات متحده آمریکا است. وی از سال ۱۹۹۶ میلادی تاکنون مشغول فعالیت بوده‌است.